# Partido Pirata de Israel
El Partido Pirata de Israel o Piratim (en hebreo: הַפִּירָאטִים‎) es un partido político de Israel fundado en 2012 por antiguos miembros del Partido de los Supervivientes del Holocausto y Alumnos de Ale Yarok y Ale Yarok para promover los valores del movimiento internacional del Partido Pirata . Los candidatos del partido reunieron 2076 votos en las elecciones parlamentarias de 2013 (0,05 %), 895 votos (0,02 %) en las elecciones de 2015 y 816 votos (0,02 %) en las elecciones de abril de 2019.

## Resultados electorales
|  | 0.05 % |

|  | 0.02 % |

|  | 0.02 % |

|  | 0.03 % |

|  | 0.03 % |

|  | 0.03 % |

|  | 0.04 % |